# Баулер (Бітбург-Прюм)
Баулер (нім. Bauler) — громада в Німеччині, розташована в землі Рейнланд-Пфальц. Входить до складу району Бітбург-Прюм. Складова частина об'єднання громад Зюдайфель.
Площа — 6,04 км2. Населення становить 71 ос. (станом на 31 грудня 2020).